# Čas
Čas (značka t) je jednou ze základních fyzikálních veličin soustavy SI, která se měří v sekundách (s) pomocí hodin. Čas označuje dobu, která uplyne mezi dvěma okamžiky. V jiném chápání je čas pojímán jako čtvrtý rozměr 3D prostoru, v teorii relativity součást časoprostoru.
Pojem „čas“ může také označovat časový údaj, určitý okamžik na časové ose, která má počátek ve zvoleném nulovém referenčním bodě. Událost trvající dobu t začala v čase t1 a skončila v čase t2 = t1 + t, kde hodnoty t1 a t2 označují dobu, která v okamžiku začátku a konce události uplynula od referenčního okamžiku t0 = 0 s. V běžné praxi například čas „jedna hodina“ může označovat nejen dobu trvání události, ale také okamžik, kdy hodinová ručička ukazuje „1“, tedy 1 h po půlnoci nebo 1 h po poledni – podle toho, co je tím referenčním okamžikem.
Pro lidský život má zásadní význam střídání dne a noci vlivem rotace Země. Proto se základem časového systému stal sluneční čas, který lze měřit slunečními hodinami. Z něj byly odvozeny jednotky času a z praktických důvodů jsou mu přizpůsobovány časové systémy jako je koordinovaný světový čas a časová pásma. Delší období měsíc a rok vycházejí z dalších astronomických cyklů, dle typu kalendáře z doby oběhu Země kolem Slunce a Měsíce kolem Země.

## Definice

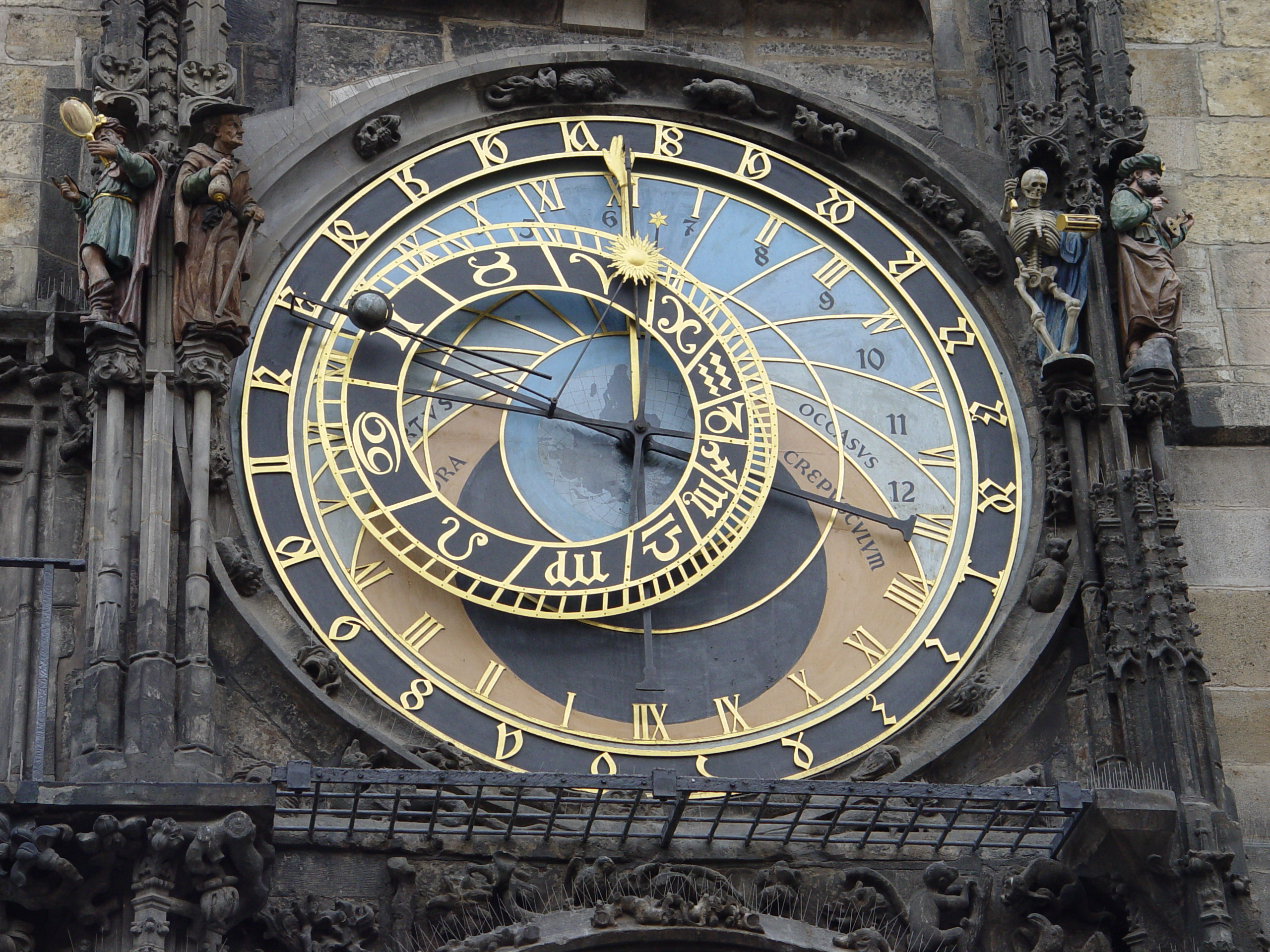
Ciferník pražského orloje

Čas se dá také definovat jako neprostorové lineární kontinuum, v němž se události stávají ve zjevně nevratném pořadí. Jako takový je podstatnou složkou struktury vesmíru. Je velmi obtížné, až nemožné, si čas nějak představit. Pokusy o pochopení času byly po dlouhou dobu především doménou filozofů, později i přírodovědců. Na povahu a smysl času existuje množství silně odlišných náhledů, a je proto obtížné nabídnout jeho nekontroverzní a jasnou definici. Důležitým pojmem je tzv. šipka času, která určuje smysl (směr) plynutí času a odpovídá směru rozpínání vesmíru. Čas se od starověku také měří, nejčastěji počítáním pravidelně se opakujících pohybů, například Slunce nebo kyvadla. Základní myšlenku tohoto měření využil Aristotelés k definici:
| „             | Čas je počet pohybu ve vztahu k před a po. | “ |
| — Aristotelés |                                            |   |

## Měření času a doby

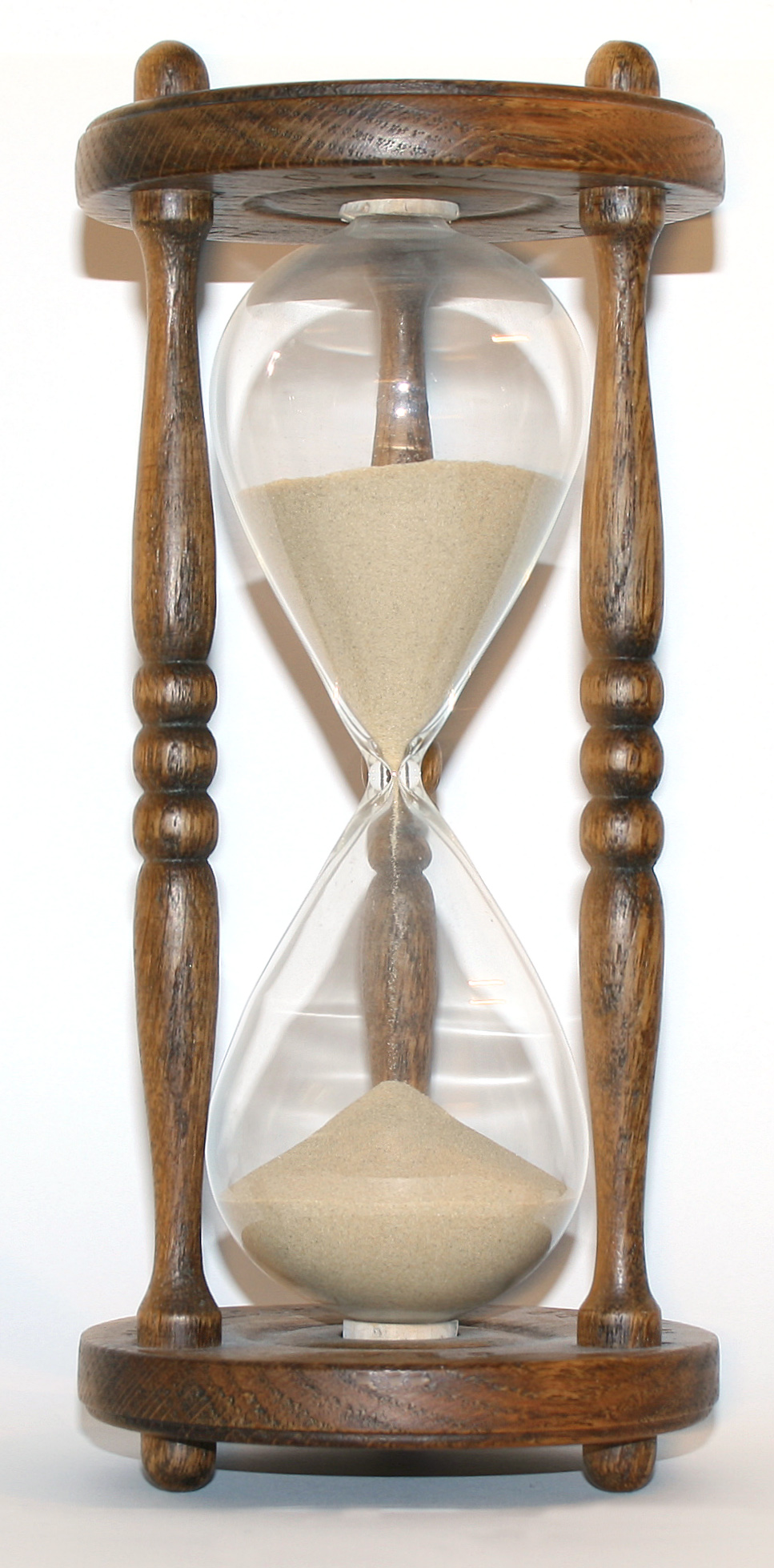
Sypání písku v přesýpacích hodinách se někdy užívá k odměřování uplynulého času

Stejně jako všechna jiná měření je stanovování času založeno na srovnávání s jednotkou, v případě času s dobou opakovaného děje. Podmínkou měření je stanovení částí, jednotek jevů, rozdělení času na vhodné stupně, původně nutně podle přírodních jevů.
O měření času a doby se lidé pokoušejí již tisíciletí počítáním (pravidelných) pohybů, a to tradičně na více úrovních, zejména pak:
- pro delší intervaly – ode dne datování. Systém uspořádání těchto jevů se nazývá kalendář a jevy a jednotky bývají nazývány jako kalendářní.
- pro kratší intervaly – počítáním rychlejších pravidelných jevů na jevech menšího měřítka na hodinách – slunečních, objemových (vodních, přesýpacích) a kyvadlových. Tyto kratší jevy a jejich měření, tedy čas v užším významu, nemají zvláštní název.

Obě tyto úrovně předvádí např. pražský staroměstský orloj s horním ciferníkem hodinovým a dolním kalendářovým, kde se delší jednotky času odvozují rovněž z pohybu kyvadla a ne z astronomických jevů.
K určování doby mohou být použity kromě hodin i různé nepřímé metody vhodné s ohledem na charakteristický děj, jehož dobu je potřeba určit, což umožňuje překonat i samotné schopnosti aktuálně nejpřesnějších hodin. Detekcemi interakcí fotonu s frekvencí v rentgenové části spektra, prolétajícího molekulou vodíku, s elektrony jejího obalu tak byl v r. 2020 určen vůbec nejkratší kdy naměřený časový úsek v historii, 247 zeptosekund, tj. 247 × 10−21 sekundy.
Měřením času a doby se zabývají hlavně vědci (jeden z hlavních úkolů fyziky a astronomie) a technici.

## Datování a kalendář
Základ dělení času vznikl sledováním ročních období a roků, vývoje měsíce, dnů a částí dnů (noc, světlý den, rozbřesk (východ slunce, svítání), ráno, dopoledne, poledne, odpoledne, západ slunce (stmívání, soumrak), večer) sledováním astronomických jevů, zejména zdánlivého oběhu slunce a změny tvaru osvětlené viditelné části Měsíce. Už z doby kamenné (neolitu) jsou známy stavby, které sloužily ke stanovení slunovratu a rovnodennosti (např. Stonehenge). O pokročilejších způsobech kalendářního měření patrně svědčí nedávno nalezený disk z Nebry. Také zdánlivý roční pohyb některých hvězd (např. Siria) se užíval ke stanovení správného okamžiku pro polní práce.
Jednotky doby kvantifikují trvání dějů a intervalů mezi událostmi proto vycházely z dějů vyvolaných pravidelnými pohyby. Nejvýznamnějším takovým dějem je jistě stmívání a svítání, střídání světlého dne a noci a roční střídání částí roku. Dlouho sloužily jako standardy pohyb Slunce po obloze, fáze Měsíce a kmit kyvadla. Z nich se vyvinuly a postupně ustálily jednotky nakonec nyní již bez přímé vazby na astronomické jevy a naopak se občas upravují tak, aby se zmenšil rozdíl od astronomických jevů.

## Hodiny
První mechanické hodiny se podle nejistých zpráv objevily snad ve 12. století, spolehlivé zprávy jsou však až z přelomu 13. a 14. století z anglických a francouzských klášterů. Mechanické hodiny se skládají ze tří částí: 1) oscilátoru, 2) zdroje energie a 3) počítacího a indikačního zařízení. První hodiny užívaly jako oscilátor poměrně nepřesný lihýř, jako zdroj energie závaží a měly i bicí zařízení. Od 14. století se vyráběly přenosné a kapesní hodiny s pružinou, byly však málo přesné. Při pokusech s volným pádem měřil snad Galileo Galilei dobu počítáním srdečního tepu a krátce před smrtí zkonstruoval velmi důmyslné hodiny s využitím kyvadla jako oscilátoru (prvku určujícího rychlost chodu hodin).
Kyvadlové hodiny však poprvé realizoval až roku 1657 holandský fyzik Christiaan Huygens, který také o něco později vybavil lihýř pružinou, čímž vznikl nepokoj, přesnější oscilátor, který se hodil i do přenosných a velmi malých hodinek. Přesnost mechanických hodin se dále zvyšovala a v 18. století se podařilo změřit nerovnoměrnosti v pohybu Země. Tím byl zdánlivý pohyb Slunce jako časový normál nahrazen mechanickými oscilátory a hodinami.
Ve 20. století se začaly používat i jiné pohony a oscilátory. Nejrozšířenější jsou dnes hodiny s elektrickým pohonem a piezoelektrickým oscilátorem, např. křemenným (quartz crystal). Ten má vysokou přesnost, nízké výrobní náklady a snadno se propojuje s elektronickými obvody. Pro nejpřesnější měření času (doby trvání) i jako standard pro sekundu se užívají atomové hodiny, využívajících frekvence mikrovlnného záření při stavovém přechodu v atomu cesia. Nejpřesnější světový čas se určuje statistickým průměrem několika set césiových hodin po celém světě.
Nepřesnost (lépe nerovnoměrnost čili variace chodu) hodin, která činila u prvních lihýřových hodin asi 100 s/den (0,1%), se u nejlepších kyvadlových hodin snížila na sekundu za rok, u křemenných hodin na sekundu za tisíc let a u césiových hodin na sekundu za 158 milionů let (2×10−16).
Jako ještě slibnější se jeví nové typy tzv. optických atomových hodin, tedy hodin založených na kvantových přechodech s energiemi odpovídajícími frekvencím spektrálního pásma viditelného či ultrafialového záření, u kterých proběhne za 1 sekundu o zhruba 4 až 6 řádů více oscilací a potenciálně tak umožňují řádově vyšší přesnosti než nejpřesnější hodiny cesiové. Mohou to být optické atomové hodiny založené na přechodu v iontu ytterbia 171Yb+, stroncia 88Sr+, vápníku 40Ca+, rtuti 199Hg+ či hliníku 27Al+.
Jinou slibnou metodou je využití přechodů v neutrálních atomech v optické mřížce, tedy zachycených v potenciálu stojaté elektromagnetické vlny ze dvou protichůdných laserových paprsků. Limitující fundamentální (neodstranitelná) kvantová nepřesnost tak může být zredukována zprůměrováním a zvýšena tak stabilita a přesnost. Mohou to být hodiny využívající přechodu v atomech stroncia 87Sr, ytterbia 171Yb či rtuti 199Hg. Rekordní relativní přesnost hodin tohoto typu, dosažená v r. 2018, je 2,5×10−19, tedy 1 sekunda za cca 120 miliard let.
Od r. 2011 je znám princip tzv. jaderných hodin, založených na přechodu mezi energetickými stavy jádra iontu thoria, který by umožňoval dosažení ještě řádově nižší nepřesnosti. Jaderné hodiny mají i další výhody. Jsou ze své podstaty robustnější než atomové, protože jádro a jeho energetické přechody jsou méně citlivé k vnějšímu rušení než jsou přechody v orbitálních elektronech u atomových hodin. V r. 2024 již byly zkonstruovány všechny důležité technické prvky nutné pro plně funkční jaderné hodiny, které by principiálně mohly dosáhnout stability 10−20, tedy nepřesnosti pouhých 10 ms za celý předpokládaný věk vesmíru (14 mld let).
Během staletí od vynálezu hodin se tedy přesnost zlepšila o 19 desetinných řádů a nadále se zlepšuje. Měření doby a kmitočtu patří dnes k nejpřesnějším měřením vůbec.

## Čas a doba jako veličiny
Čas je společné označení pro několik fyzikálních pojmů - objektů a veličin, zejména pro:
- okamžik[26]: bod na časové ose. V tomto smyslu ("čas daného okamžiku") je veličinou protenzivní, jejíž okamžitá hodnota (datum, časový údaj – viz níže) se stanovuje jako doba trvání (viz níže) od dohodnutého počátečního okamžiku k tomuto okamžiku. V prostoru odpovídá poloze;
- datum, časový údaj[27]: značka přiřazená okamžiku pomocí uvedené časové stupnice; v prostoru odpovídá souřadnicím polohy v daném souřadném systému;
- doba trvání (pro spojité časové stupnice)[28]: rozsah časového intervalu[29], tedy části časové osy mezi dvěma okamžiky. Je to veličina extenzivní. V prostoru odpovídá vzdálenosti.

Čas, doba jsou základní veličinou všech běžně používaných soustav veličin, tedy i soustavy SI. V klasické fyzice je čas absolutní, tedy doba je invariantní při Galileově transformaci a jde o skalár. V relativitě je čas relativní a je třeba odlišit vlastní čas (vlastní doba je invariantem Lorentzovy transformace) a lokální, souřadnicový čas (transformuje se jako 4. složka čtyřvektoru).
Doporučená značka veličiny (doby): t (angl. time, lat. tempus)
Běžně se ve fyzikální literatuře takto značí i čas daného okamžiku (zpravidla s identifikačním indexem), pak se pro označení doby trvání používá značka Δt nebo zápis pomocí rozdílu (tedy např. t − t0).
Doporučený zápis data a časového údaje pro vědecké a technické účely je např. 2014-08-14T09:25:10,33 pro 14. srpen 2014, v 9 h, 25 min a 10,33 sekundy
V běžných písemnostech se v ČR za správný považuje i vzestupný zápis pouhého data (14. 8. 2014 nebo 14.08.2014) a zápis časového údaje zaokrouhleného na minuty s rozdělující tečkou a bez nuly u jednomístných hodin (9.25), přípustný je i zápis s dvojtečkou (9:25 či 09:25), způsob zápisu by však měl být v rámci dokumentu jednotný.

### Jednotky času
| Jednotka      | zn. | velikost           |
| ------------- | --- | ------------------ |
| Attosekunda   | as  | 10−18 s            |
| Femtosekunda  | fs  | 10−15 s            |
| Pikosekunda   | ps  | 10−12 s            |
| Nanosekunda   | ns  | 10−9 s             |
| Mikrosekunda  | μs  | 10−6 s             |
| Milisekunda   | ms  | 10−3 s             |
| Sekunda       | s   | zákl. jednotka SI  |
| Minuta        | min | 60 sekund          |
| Hodina        | h   | 60 minut, 3600 s   |
| Den           | d   | 24 hodin, 86 400 s |
| Týden         |     | 7 dní              |
| Měsíc         |     | 28 až 31 dní       |
| Rok           |     | 12 měsíců          |
| Rok           |     | 52 týdnů + 1–2 dny |
| Běžný rok     |     | 365 dní            |
| Přestupný rok |     | 366 dní            |
| Tropický rok  |     | ⌀ 365,24219 dní    |
| Desetiletí    |     | 10 let             |
| Generace      |     | 25 až 30 let       |
| Století       |     | 100 let            |
| Tisíciletí    |     | 1000 let           |

Základní jednotkou času (doby) je v soustavě SI sekunda (mezinárodní značka s), která je definována jako doba trvání 9 192 631 770 period záření, které odpovídá přechodu mezi dvěma hladinami hyperjemné struktury základního stavu atomu cesia 133. Tato definice předpokládá cesiový atom v klidu při teplotě absolutní nuly. Jedná se tedy o vlastní čas.
V běžném hovorovém jazyce se pro označení této jednotky používá výraz vteřina. Ve fyzice a technických oborech to však není vhodné kvůli nejednoznačnosti a neexistenci standardizované značky; nedoporučuje to ani odborná norma.
Mezinárodní výbor pro míry a váhy (CIPM) dovoluje používat v SI souběžně se základní jednotkou sekunda a jejími dekadickými násobky a díly, s názvy odvozenými standardními předponami (zejména milisekundou (značka ms), mikrosekundou (µs), nanosekundou (ns) a pikosekundou (ps) ) také následující jednotky:
- minuta, značka min, 1 min = 60 s
- hodina, značka h, 1 h = 60 min = 3600 s
- den, značka d, 1 d = 24 h = 86 400 s.

Větší mimosoustavové jednotky než den se používají např. v kalendáři. Nejsou však již definovány jednoznačně:
- kalendářní den, vzhledem k přechodu na letní čas se jeho velikost může lišit o ± 1 hodinu, vzhledem ke korekci koordinovaného světového času (UTC) na reálnou rotaci Země o ± 1 přestupnou sekundu
- týden je 7 kalendářních dní
- měsíc je 28 až 31 kalendářních dní,
- (kalendářní) rok (značka a[36] nebo též r nebo y, yr z anglického year) je 365 dní (366 dní, je-li rok přestupný).

Jednotky den a rok jsou odvozeny z astronomických časových charakteristik otáčení Země kolem své osy a jejího oběhu kolem Slunce, astronomové proto od kalendářního dne a roku důsledně rozlišují přesně definované pojmy pravý sluneční den, střední sluneční den, hvězdný den, tropický rok a siderický rok.
I některé přírodní vědy, zabývající se dlouhými časovými obdobími (astrofyzika, kosmologie, geologie), však potřebují větší jednotky, ale exaktně definované. Používají proto jednotku definovanou jako přesný násobek sekundy:
- rok (annus, často i ve tvaru annum), značka a, v různých verzích[37] (vzhledem k použití pro velmi velké doby charakterizovaných jevů, jejichž nepřesnost určení je řádově vyšší než rozdíl daný odlišnou definicí, nejsou zpravidla tyto rozdíly podstatné):
  - 1 a = 31 556 926 s, definice doporučovaná mezinárodní normou ISO 80000-3:2006 i její českou mutací ČSN ISO 80000-3:2007[38]; nebo
  - 1 a = 31 556 925,445 s (trvání tropického roku v r. 2000), definice společně doporučovaná Mezinárodní unií pro čistou a užitou chemii (IUPAC) a Mezinárodní unií geologických věd pro užívání v chemii a geologii[39]; nebo
  - 1 a = 31 600 000 s, zaokrouhlená hodnota tradičně používaná zpravidla v geologii, též v jaderné fyzice pro pomalu se rozpadající atomy.[40][41]
  - (střední) juliánský rok, značka aj nebo též pouze a[42], 1 aj = 365,25 dne = 31 557 600 s (v astronomii a astrofyzice - dle IAU)

a z jejich násobků nejčastěji
- 1 Ma = 106 a
- 1 Ga = 109 a.

Naopak mimosoustavovou jednotkou menší než sekunda je
- Planckův čas (jakožto jednotka ve smyslu doby trvání, i když se "doba" v názvu neužívá; v kosmologii používaný i pro čas okamžiku po velkém třesku), obvykle značený tP, a jeho obdoby v jiných soustavách přirozených jednotek. Takto stanovené jednotky závisejí na znalosti hodnot univerzálních fyzikálních konstant a jejich velikost je stanovena experimentálně. Planckův čas se užívá v teoretické fyzice a kosmologii, pro malou přesnost není však v metrologii použitelný. Podle současné adjustace konstant je hodnota této jednotky:[43]

tP = 5,391 247(60)×10−44 s.
Mezinárodní úřad pro míry a váhy (BIMP) uvádí jako přirozené jednotky času mnohem přesněji stanovené (a proto pro metrologické účely vhodnější) konstanty (ve vztazích {\displaystyle \hbar } je redukovaná Planckova konstanta, {\displaystyle m_{\mathrm {e} }} hmotnost elektronu, {\displaystyle c} rychlost světla ve vakuu a {\displaystyle \alpha } konstanta jemné struktury):
- "přirozená jednotka času" {\displaystyle {\tfrac {\hbar }{m_{\mathrm {e} }c^{2}}}} s aktuální hodnotou 1,288 088 666 44(40)×10−21 s[43]
- "atomová jednotka času" {\displaystyle {\tfrac {\hbar }{\alpha ^{2}m_{\mathrm {e} }c^{2}}}} s aktuální hodnotou 2,418 884 326 5864(26)×10−17 s[43] (jednotka času Hartreeovy („Bohrovy“) soustavy atomových jednotek).

(Swatch) beat (česky překládaná jako takt, případně zavináč), 1 beat = 1/1000 dne je příklad mimosoustavové jednotky používané konkrétním výrobcem hodinek pro udávání tzv. internetového času, nikoli pro dobu trvání děje.

### Příbuzné veličiny
Fyzikální charakter doby má několik dalších fyzikálních veličin.
Nejpoužívanější jsou:
- perioda, doporučená značka T, udávající nejkratší časový interval opakování periodického děje,
- poločas přeměny, doporučená značka T½, a
- střední doba života, doporučená značka τ, obě používané v jaderné fyzice jako charakteristiky nestabilních atomů a částic.

### Zápis času
Zápis času stanovují české i mezinárodní normy. Hodiny a minuty se standardně („extended form“) oddělují dvojtečkou (např. 12:35) – většinou ve vědeckých a technických oborech (jako jsou například počítače), protože v jiných státech, kde se jako desetinná značka používá tečka (v Československu se do 30. let 20. století také používala desetinná tečka), by mohlo dojít k nejednoznačnostem. Pouze pravidla českého pravopisu v ČSN 01 6910 (ale i slovenského v STN 01 6910) uvádějí (v jistých případech) jako oddělovač tečku (např. 12.35), to se však používá spíše v literatuře a typografii (československá norma ČSN 01 6910 Úprava písemností psaných strojem  z roku 1954 nahradila normu ČSN 1409:1949 Psaní na stroji). Tyto normy totiž sloužily i k rychlému psaní na psacím stroji, kde se tečka psala rychleji než dvojtečka.
V mezinárodním zápisu času i s datem v kompletním, rozšířeném formátu se dle normy ISO 8601 rok, měsíc a den (v tomto pořadí) navzájem oddělují spojovníkem, od hodiny písmenem T, např. 1982-02-28T12:00:00 v poledne 28. února 1982 (v základním formátu se spojovníky a dvojtečky vynechávají).

## Geologický čas
Velmi obtížným konceptem pro lidskou představivost je geologický čas (také „hluboký čas“, angl. deep time), který zahrnuje řádově stovky tisíc až jednotky miliard let. Právě v těchto časových jednotkách zkoumají vývoj planety Země a života na ní geologové a paleontologové. Tento čas si můžeme přiblížit pouze vhodnými matematickými modely a přirovnáními.